# Flesh Field
Flesh Field is een Amerikaanse band met invloeden van onder andere Nine Inch Nails en Hans Zimmer. Flesh Field combineert agressieve EBM- en industrial-geluiden met symfonische elementen.

## Biografie
De band werd opgericht in 1996 door Ian Ross en was oorspronkelijk een soloproject. Pas eind 1997 sloot zangeres Rian Miller zich bij Ian aan.
In 1999 kreeg Flesh Field een platencontract bij Inception Records en bracht het eerste album Viral Extinction uit. Het album werd zeer goed ontvangen en al gauw volgde een extended play: The Redemption EP (2000), met daarop ook remixes van onder andere Covenant.
In 2001 werd het tweede album Belief Control losgelaten op de wereld en verkreeg Flesh Field zijn faam.
Rian Miller verliet de band in 2004 en werd vervangen door Wendy Yanko. Een nieuw contract werd getekend met platenmaatschappij Dependent Records én Metropolis Records. Hieruit ontsproot het derde album Strain.
In 2011 verklaarde Ian Ross dat het muzikale project Flesh Field beëindigd was. Van het in voorbereiding zijnde album Tyranny of the Majority werden een aantal instrumentale nummers op de officiële internet-website gepubliceerd.

## Discografie
- Viral Extinction (1999)
- The Redemption EP (2000)
- Belief Control (2001)
- Strain (2004)

## Tracklists

### Viral Extinction
1. Heretic
2. Inside
3. Overload
4. The Plague
5. Silicon Skies
6. Where Angels Go to Die
7. Prophecy
8. My Savior
9. Utopia
10. Animal
11. Fallen Angel
12. Cyberchrist
13. Prophecy (Nostrothomas mix by Assemblage 23)
14. My Savior (Violated Beauty mix by L’Âme Immortelle)

### The Redemption EP
1. Redemption (The Rage)
2. Inside (Outside mix by Railgun)
3. Silicon Skies (RRGA mix by Pain Station)
4. The Plague (Club mix by Aghast View)
5. Lost
6. Cyberchrist (Horse Hammer mix by Artz+Pfusch)
7. Where Angels Go to Die (Sabotaged mix by Sabotage)
8. Fallen Angel (Absolution mix by Negative Format)
9. Compulsive Betrayal
10. My Savior (GLX-80 mix by Gridlock)
11. Inside (Insides Out mix by Covenant)
12. Overload/Numb (Man of La Mancha mix by Dubok)
13. Redemption (The Aftermath)

### Belief Control
1. Serene Image
2. Conquer Me
3. Acidic
4. The Truth Within
5. Hadean
6. Obstinance
7. Damnation (version)
8. Allegiance
9. Inferior
10. Of Purest Form
11. Disillusion
12. Caged

### Strain
1. Uprising
2. Haven
3. Reflect the Enemy
4. The Eucharist
5. Recoil
6. Seethe
7. Voice of Dissent
8. Beneath Contempt
9. Amoeba
10. The Collapse
11. Epiphany
12. This Broken Dream